# Crna Mlaka
Crna Mlaka je vesnice v Chorvatsku v Záhřebské župě. Je součástí opčiny města Jastrebarsko, od něhož se nachází 9 km jihovýchodně. V roce 2011 zde žilo 30 obyvatel. Vesnice se nachází uvnitř ornitologické rezervace Jastrebarski lugovi a obklopují ji stejnojmenné rybníky.
Jedinou sousední vesnicí je Čabdin. Vesnice není napojena na stálou silniční síť (vede z ní pouze 9 km dlouhá polní cesta do Čabdinu) a nachází se v rozsáhle neobývané oblasti.